# Rudno (Krzeszowice)
Rudno es una villa polaca atravesada por el Río Rudno, que cuenta con una población de aproximadamente 745 habitantes. 
Esta villa fue fundada en el siglo XIV, más concretamente en el año 1319.
- Datos: Q147759
- Multimedia: Rudno, Lesser Poland Voivodeship / Q147759

1. ↑  Worldpostalcodes.org,código postal n.º 32-067.